# Civitella Alfedena
Civitella d'Agliano er en italiensk by (og kommune) i regionen Abruzzo i Italien, med omkring 285(2023) indbyggere.